# Jassinja

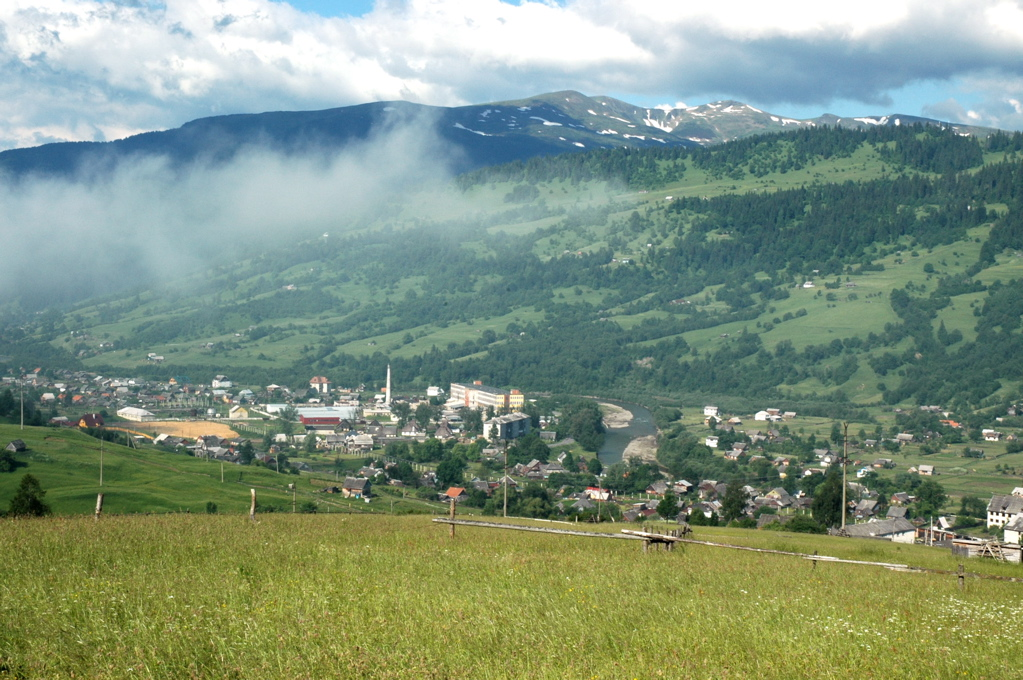
Zicht op Jassinja en de Zwarte Tisza.

Jassinja (Oekraïens: Ясіня, Hongaars: Kőrösmező, Roemeens: Frasin) is een nederzetting met stedelijk karakter in het Oblast Transkarpatië in het westen van Oekraïne. Het ligt in het rajon Rachiv
De plaats is gelegen aan de rivier de Zwarte Tisza.

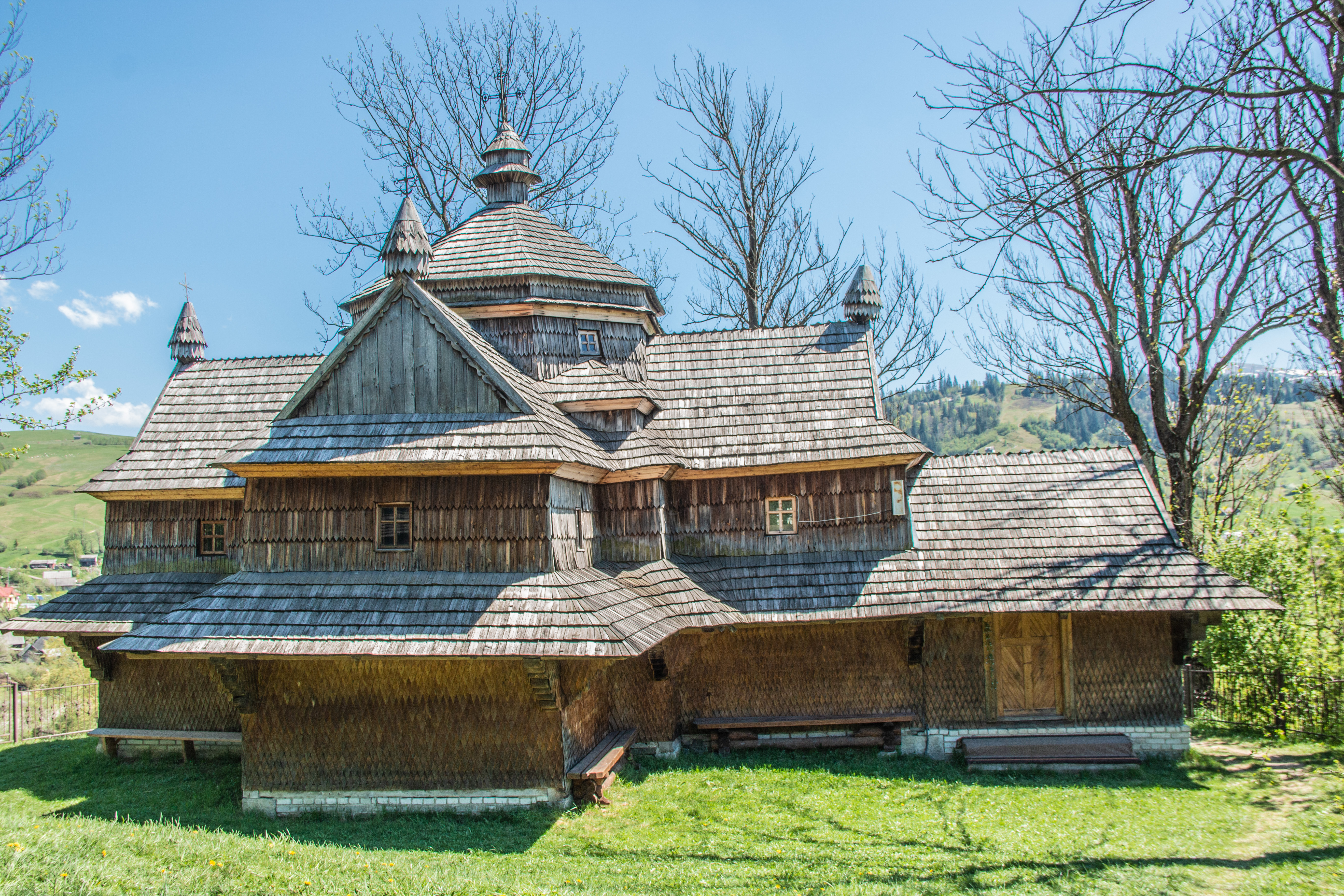
De houten kerk

Bij deze plaats bevindt zich een houten kerk, die samen met enkele andere Oekraïense en Poolse houten kerken in 2013 op de UNESCO-Werelderfgoedlijst is gezet.

## Gemeente
De gemeente bestaat uit de volgende dorpen:
- Kvassy (Кваси, Tiszaborkút)
- Lasesjtsjyna (Лазещина, Mezőhát)
- Sitnyj (Сітний, Szitni)
- Stebnyj (Стебний, Dombhát)
- Trostjanez (Тростянець, Trosztyenec)
- Tsjorna Tyssa (Чорна Тиса, Feketetisza)